# Eupithecia subcolorata
Eupithecia subcolorata là một loài bướm đêm trong họ Geometridae.